# Spiridens capillifer
Spiridens capillifer är en bladmossart som beskrevs av Mitten 1868. Spiridens capillifer ingår i släktet Spiridens och familjen Spiridentaceae. Inga underarter finns listade i Catalogue of Life.